# آيت خصة (آيت لحسن اسعيد أزغار)
آيت خصة هو دُوَّار يقع بجماعة موحى أوحمو الزياني، إقليم خنيفرة، جهة بني ملال خنيفرة في المملكة المغربية. ينتمي الدوّار لمشيخة آيت لحسن اسعيد أزغار التي تضم 6 دواوير. يقدر عدد سكانه بـ 2416 نسمة حسب الإحصاء الرسمي للسكان والسكنى لسنة 2004.

## وصلات خارجية
- البوابة الوطنية للجماعات الترابية
- المندوبية السامية للتخطيط